# بيلي مكلور
بيلي مكلور (بالإنجليزية: Billy McClure)‏ هو لاعب كرة قدم نيوزيلندي في مركز الوسط، ولد في 4 يناير 1958 في ليفربول في المملكة المتحدة. شارك مع منتخب نيوزيلندا لكرة القدم. أما مع النوادي، فقد لعب مع نادي برسبوليس ونادي ليفربول.

## وصلات خارجية
- بيلي مكلور على موقع الاتحاد الدولي (مؤرشف)  (الإنجليزية)
- بيلي مكلور على موقع قاعدة بيانات كرة القدم.إي يو (الإنجليزية)
- بيلي مكلور على موقع ناشيونال فوتبول تيمز (الإنجليزية)
- بيلي مكلور على موقع Soccerway.com (الإنجليزية)
- بيلي مكلور على موقع عالم كرة القدم.نت (الإنجليزية)